# Symplecis bicingulata
Symplecis bicingulata är en stekelart som först beskrevs av Johann Ludwig Christian Gravenhorst 1829.  Symplecis bicingulata ingår i släktet Symplecis och familjen brokparasitsteklar. Arten är reproducerande i Sverige. Inga underarter finns listade i Catalogue of Life.